# 結膜炎
結膜炎（けつまくえん、Pink eye）とは、結膜にできる炎症のことをいう。なお、慢性化した結膜炎を「慢性結膜炎」ということもある。

## 成因
感染症・アレルギー等を原因として結膜に炎症を生じる。

## 分類
大きく分けると感染性（細菌性結膜炎・ウイルス性結膜炎など）と、非感染性（アレルギー性結膜炎）に大別される。

### 感染性結膜炎

#### 細菌性結膜炎
様々な細菌によって結膜炎を生じる。眼脂の性状は黄色膿性。濾胞やリンパ節腫脹は認められない。原因となっている細菌に有効な抗生物質や抗菌剤の点眼液で、ウイルス性結膜炎に比べ、短期間に治癒しやすい。しかし、薬剤耐性を有する淋菌や肺炎球菌などの細菌によるものも報告されている。
- フリクテン - 小児に良く発生し、細菌性抗原、主にブドウ球菌に対する過敏反応の結果生じる。結核、クラミジアなどが関与する[8]。治療は、コルチコステロイドと抗生物質の併用[8]。

#### ウイルス性結膜炎
様々なウイルスで結膜炎が発症する。眼脂の性状は線維素性。濾胞やリンパ節腫脹が認められる。感染性が強いものとして以下の3つが有名である。
- 流行性角結膜炎

別名：はやり目。主にアデノウイルス8型でおこる。
- 咽頭結膜熱

別名：プール熱。主にアデノウイルス3型でおこる。
- 急性出血性結膜炎

別名：アポロ病。主にエンテロウイルス70によっておこる。
ウイルスに有効な点眼液が無い為、細菌性結膜炎より治癒に日数を要する場合が多い。免疫力の低下から、細菌による混合感染をおこす場合があるので、細菌性結膜炎と同様、抗生物質や抗菌剤の点眼液が用いられる。ウイルス性結膜炎の場合、リンパ節（耳の手前など）の腫脹が観察される事が多い。処方される主な点眼薬はβラクタム系、フルオロキノロン系、アミノグリコシド系、マクロライド系、クロラムフェニコール。

#### クラミジア
クラミジアの感染により生じる。
- トラコーマ

### 非感染性結膜炎
- アトピー性角結膜炎 - 顔にアトピー性皮膚炎がある場合に併発することがある[9]
- アレルギー性結膜炎 - 花粉[10]やダニ、ハウスダストなどのアレルギーを原因にする結膜炎。掻痒感が認められる[3]。
- 巨大乳頭結膜炎 - コンタクトレンズ、義眼、手術用縫合糸等の刺激によって引き起こされる増殖性変化を伴う結膜炎
- 春季カタル - 春から夏の眼のかゆみや結膜充血を主訴として病原体を検出しない[11]。

#### 点眼薬
処方される主な点眼薬
- メディエータ遊離抑制点眼薬
  - クロモグリク酸ナトリウム、アンレキサノクス、ペミロラストカリウム、トラニラスト、イブジラスト、アシタザノラ
- 抗ヒスタミン点眼薬
  - フマル酸ケトチフェン、塩酸オロパタジン、レボカバスチ